# Lubiatów (województwo opolskie)
Lubiatów (niem. Lobedau) – wieś w Polsce położona w województwie opolskim, w powiecie nyskim, w gminie Otmuchów.
We wsi starogotycki kościół i pałac datowany na 1670 r.
W latach 1975–1998 miejscowość administracyjnie należała do ówczesnego województwa opolskiego.

## Historia
Od XVIII w. wieś posiadała pieczęć gminną, na której wizerunku przedstawiono  przebite strzałami serce, z którego wierzchołka wyrastają trzy kwiaty, a następnie  przebite strzałami serce, z którego wierzchołka wyrastają trzy kwiaty, u stóp serca leżą dwie skrzyżowane kosy, skierowane ostrzami ku górze.

## Zabytki
Do wojewódzkiego rejestru zabytków wpisane są:
- kościół par. pw. św. Mikołaja, z poł. XVIII w.
- dwór, z 1600 r., poł. XIX w.
- spichrz, z 1725 r.

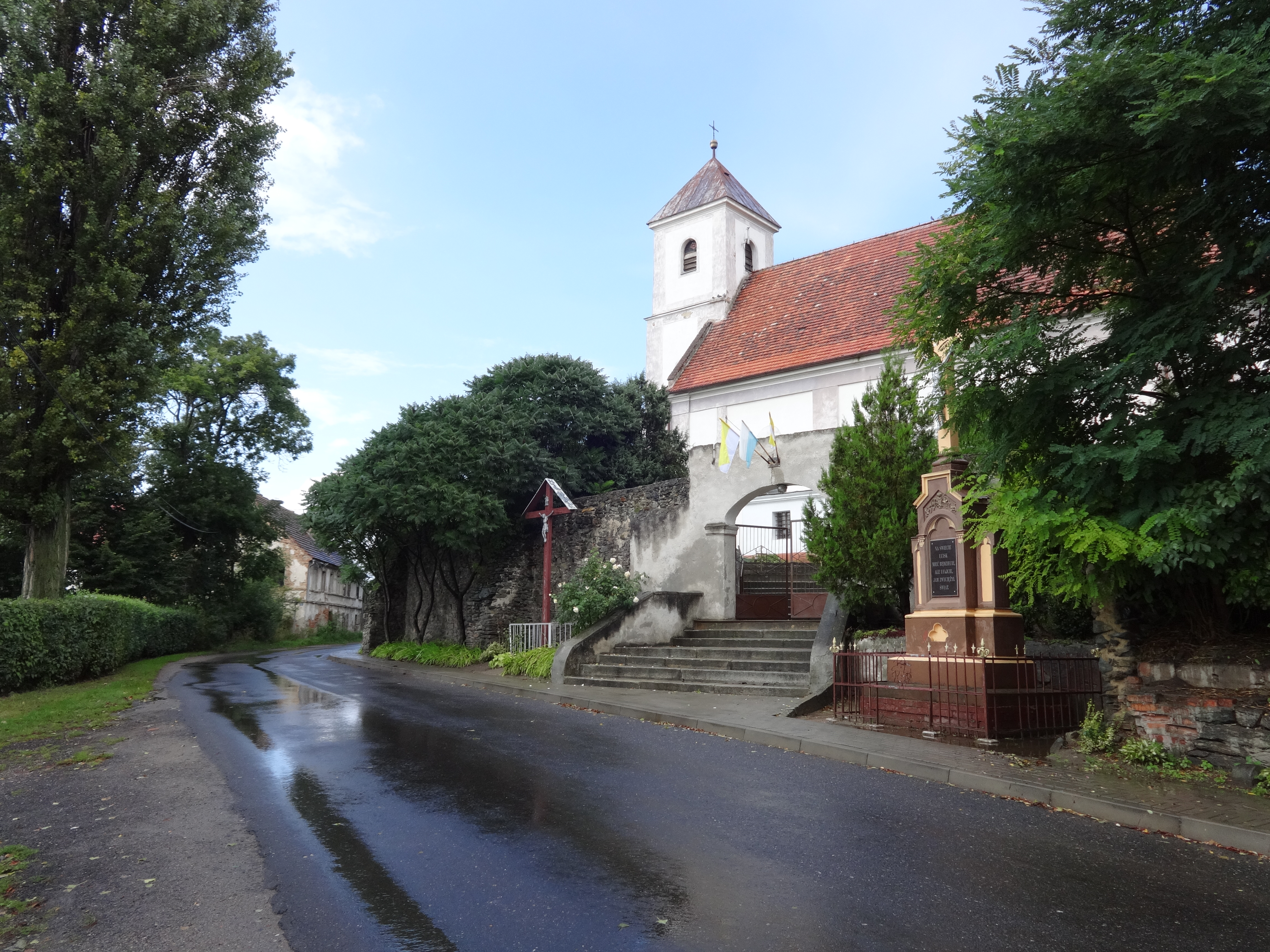
kościół św. Mikołaja z bramą
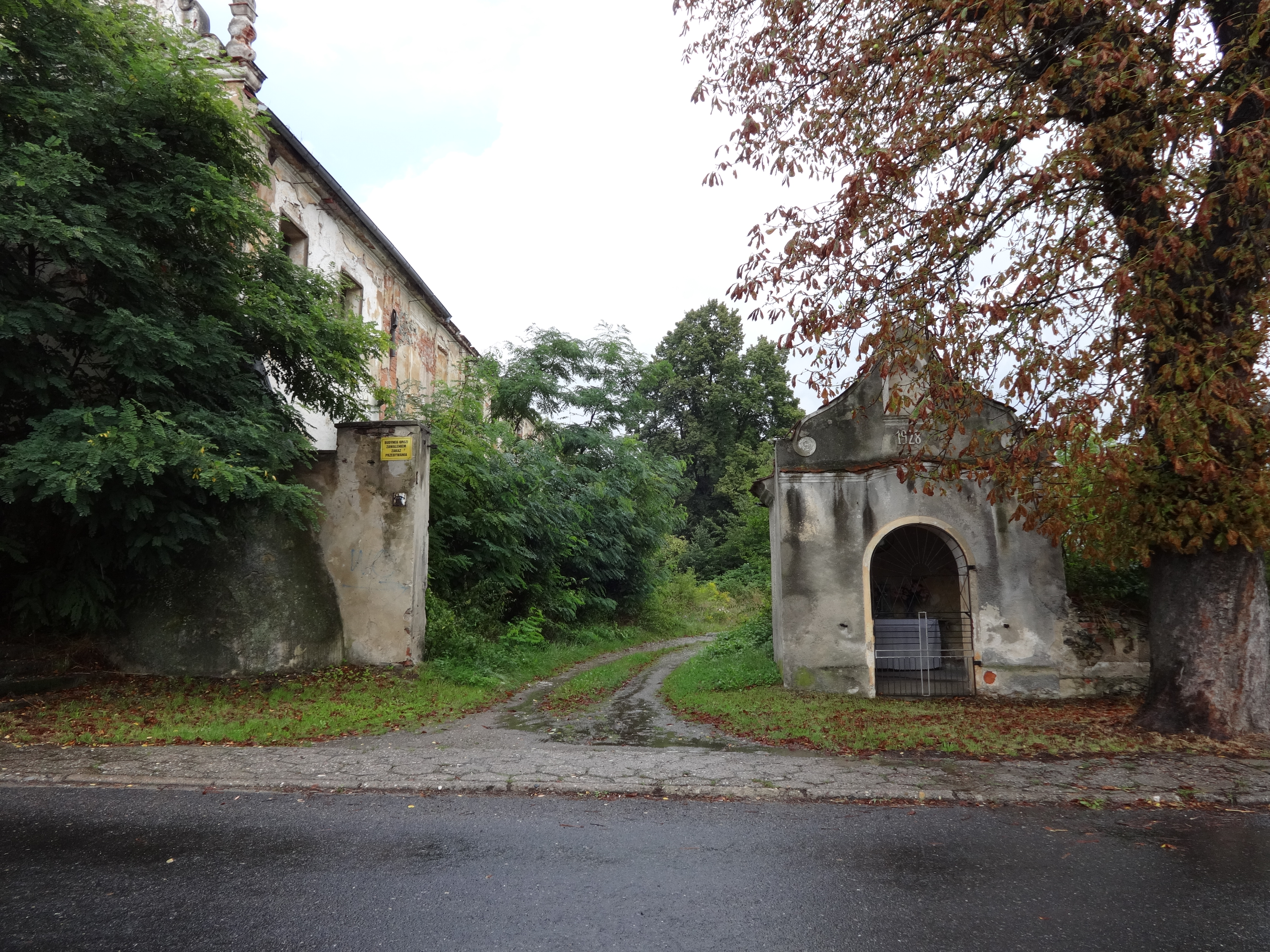
Dwór
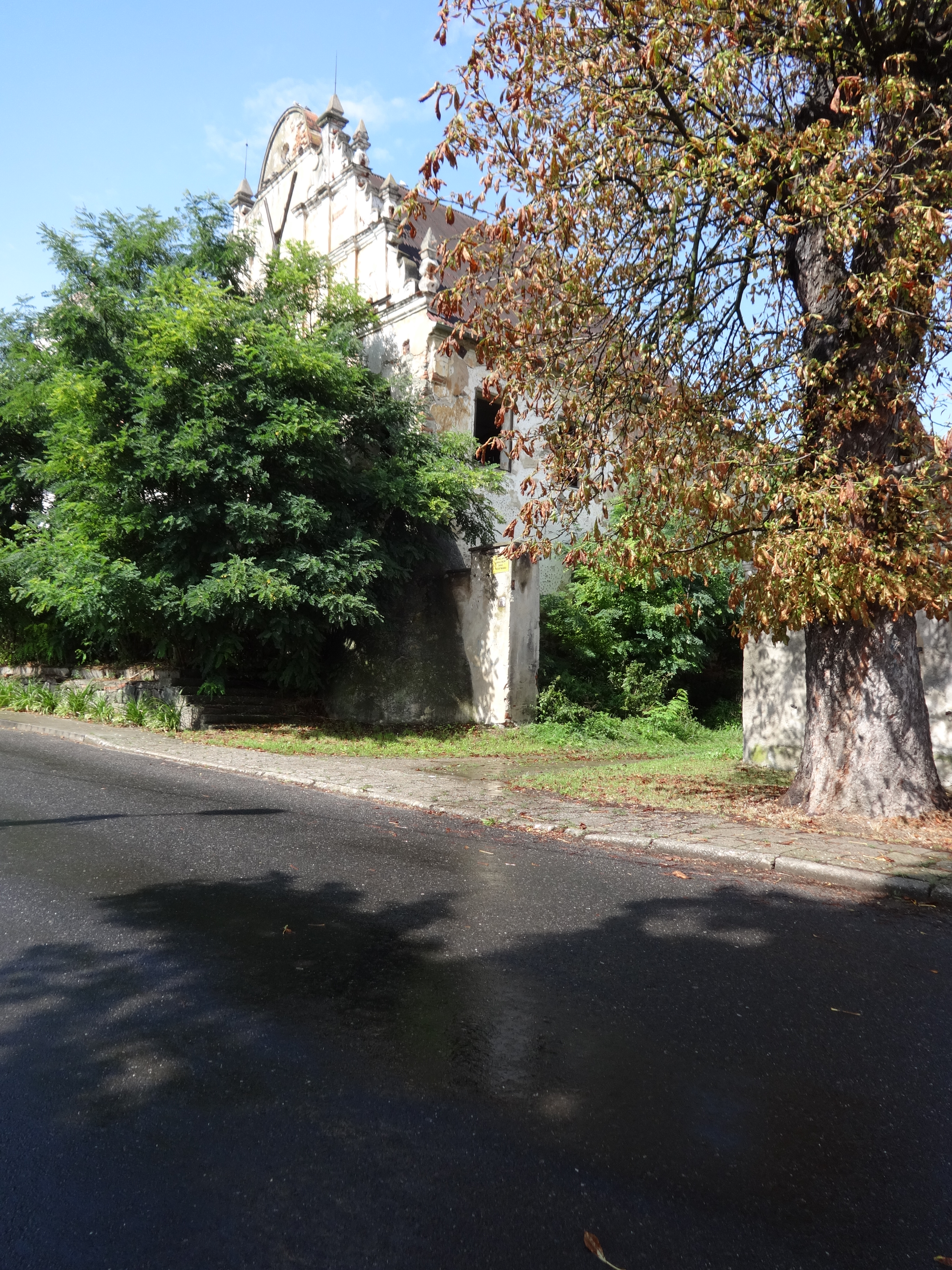
zespół dworski, XVII/ XIX
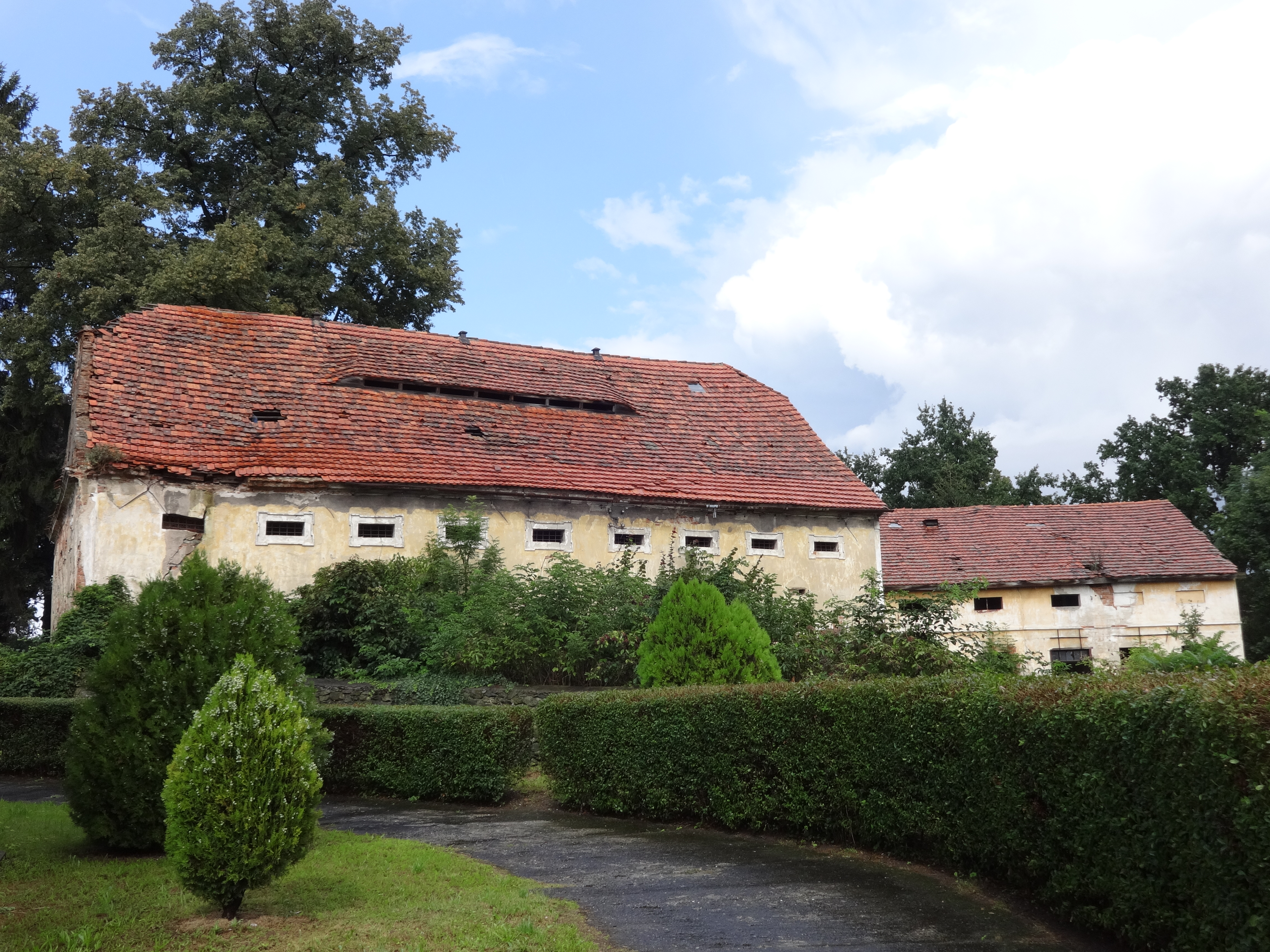
Spichrz